# Episodi de L'ispettore Regan (prima stagione)
La prima stagione della serie televisiva L'ispettore Regan è stata trasmessa in anteprima nel Regno Unito dalla Independent Television tra il 2 gennaio 1975 e il 27 marzo 1975.
In precedenza, il 4 giugno 1974, è andato in l'onda l'episodio pilota.
| nº | Titolo originale         | Titolo italiano | Prima TV UK      | Prima TV Italia |
| -- | ------------------------ | --------------- | ---------------- | --------------- |
| 0  | Armchair Cinema: "Regan" |                 | 4 giugno 1974    |                 |
| 1  | Ringer                   |                 | 2 gennaio 1975   |                 |
| 2  | Jackpot                  |                 | 9 gennaio 1975   |                 |
| 3  | Thin Ice                 |                 | 16 gennaio 1975  |                 |
| 4  | Queen's Pawn             |                 | 23 gennaio 1975  |                 |
| 5  | Jigsaw                   |                 | 30 gennaio 1975  |                 |
| 6  | Night Out                |                 | 6 febbraio 1975  |                 |
| 7  | The Placer               |                 | 13 febbraio 1975 |                 |
| 8  | Cover Story              |                 | 20 febbraio 1975 |                 |
| 9  | Golden Boy               |                 | 27 febbraio 1975 |                 |
| 10 | Stoppo Driver            |                 | 6 marzo 1975     |                 |
| 11 | Big Spender              |                 | 13 marzo 1975    |                 |
| 12 | Contact Breaker          |                 | 20 marzo 1975    |                 |
| 13 | Abduction                |                 | 27 marzo 1975    |                 |